# Andreas Lilja
Andreas Johnny Lilja (* 13. Juli 1975 in Helsingborg) ist ein ehemaliger schwedischer Eishockeyspieler und derzeitiger -trainer, der im Verlauf seiner aktiven Karriere zwischen 1994 und 2015 unter anderem 646 Spiele für die Los Angeles Kings, Florida Panthers, Detroit Red Wings, Anaheim Ducks und Philadelphia Flyers in der National Hockey League (NHL) auf der Position des Verteidigers bestritten hat. Lilja, der zudem 250 Partien in der schwedischen Elitserien absolvierte, feierte mit dem Gewinn des Stanley Cups in Diensten der Detroit Red Wings im Jahr 2008 seinen größten Karriereerfolg.

## Karriere
Lilja begann seine Karriere Im Jahr 1991 in Schweden bei den Junioren von Malmö IF. In der Saison 1994/95 bestritt er für die Profis von Malmö seine ersten drei Spiele in der Elitserien, ehe er in Saison darauf zum Stammkader des Teams gehörte. Im Spieljahr 1997/98 spielte er dann die Hälfte der Saison bei Mora IK in der Division 1 in Schweden, kehrte danach aber wieder zu Malmö zurück, wo er noch weitere zwei Jahre spielte.
Im NHL Entry Draft 2000 wurde der Schwede von den Los Angeles Kings aus der National Hockey League (NHL) in der zweiten Runde an Position 54 ausgewählt und wechselte nur wenige Monate später nach Nordamerika. Dort verbrachte er die anschließende Saison 2000/01 zum Großteil beim Farmteam Lowell Lock Monsters in der unterklassigen American Hockey League (AHL) und kam auf lediglich zwei Einsätze für die Kings in der höchsten Spielklasse Nordamerikas. In der Saison 2001/02 stand er bereits häufiger im NHL-Kader, konnte sich jedoch noch nicht als Stammspieler durchsetzen. Die Spielzeit 2002/03 begann Lilja für die Kings, wurde jedoch im November 2002 gemeinsam mit Jaroslav Bednář im Tausch für Dmitri Juschkewitsch und einem Fünftrunden-Wahlrecht im NHL Entry Draft 2003 zu den Florida Panthers transferiert, wo er dann zum Stammkader gehörte und bis zum Sommer 2004 spielte. Danach unterschrieb er als Free Agent einen Einjahresvertrag bei den Nashville Predators, allerdings spielte er nie für das Team, da die NHL-Saison 2004/05 wegen des Lockout abgesagt wurde und er später keinen neuen Vertrag erhielt.
Während des Lockouts wechselte der Schwede in seine Heimat und spielte die Saison bei Mora IK. Im Februar 2005 wurde Lilja gemeinsam mit Henrik Tallinder und Kristian Huselius verdächtigt, eine 22-Jährige vergewaltigt zu haben. Die drei Eishockeyspieler wurde durch Bilder einer Überwachungskamera identifiziert. Lilja wurde daraufhin von Mora IK suspendiert, das Verfahren gegen die drei Schweden jedoch wegen Mangel an Beweisen im Juni 2005 eingestellt.
Im Sommer 2005 erhielt er einen Vertrag bei den Detroit Red Wings und absolvierte alle Spiele der Saison 2005/06. Auch in den Stanley-Cup-Playoffs 2006 kam er für den Meisterschaftsfavoriten zum Einsatz, allerdings schied das Team schon in der ersten Runde aus. Kurz nach dem Ende der Saison verlängerten die Red Wings den Vertrag mit Lilja um zwei Jahre. In der Spielzeit 2006/07 kam Lilja verletzungsbedingt lediglich auf 57 Einsätze und schoss im Western-Conference-Finale der Stanley-Cup-Playoffs 2007 sein einziges Saisontor. Im Jahr darauf gewann er mit den Red Wings den Stanley Cup. Nach der Saison 2009/10 wurde Lilja erneut zum Free Agent und nahm an einem Trainingslager der San Jose Sharks teil, erhielt jedoch keinen Vertrag. Im Oktober 2010 wurde der Verteidiger von den Anaheim Ducks verpflichtet, die damit auf die Verletzung von Andy Sutton reagierten. Am 1. Juli 2011 unterzeichnete er einen Vertrag als Free Agent bei den Philadelphia Flyers und kam in der Saison 2011/12 hauptsächlich in der NHL zum Einsatz, bevor er das folgende Jahr überwiegend beim Farmteam Adirondack Phantoms in der AHL verbrachte.
Im April 2013 entschloss sich Lilja zu einer Rückkehr nach Schweden und wurde vom Rögle BK aus der HockeyAllsvenskan verpflichtet. Dort fungierte er als Kapitän und erreichte mit der Mannschaft am in der Spielzeit 2014/15 den Aufstieg in die Svenska Hockeyligan (SHL). Im Anschluss an die Erfolgssaison erhielt der Schwede keinen neuen Vertrag und beendete daraufhin im Alter von 40 Jahren seine aktive Karriere. Nach einer mehrjährigen Pause kehrte Lilja zur Saison 2018/19 als Assistenztrainer des Drittligisten Kristianstads IK in den Eishockeysport zurück. Nach dem Aufstieg in die Allsvenskan blieb er dem Team noch ein Jahr treu. Anschließend übernahm er den Posten des Assistenztrainers der dänischen Nationalmannschaft unter Cheftrainer Heinz Ehlers. Für die Nationalmannschaft war Lilja bis nach der Weltmeisterschaft 2025 aktiv, bei der die Dänen mit dem vierten Platz den größten Erfolg in der Eishockey-Geschichte des Landes feierten. Zur Saison 2025/26 wechselte der Schwede in den Trainerstab der ZSC Lions aus der Schweizer National League.

### International
Für Schweden bestritt Lilja lediglich Spiele im Rahmen der Euro Hockey Tour, kam aber nicht bei einem großen internationalen Turnier zum Einsatz.

## Erfolge und Auszeichnungen
- 2008 Stanley-Cup-Gewinn mit den Detroit Red Wings
- 2015 Aufstieg in die Svenska Hockeyligan mit dem Rögle BK
- 2019 Aufstieg in die Allsvenskan mit dem Kristianstads IK (als Assistenztrainer)

## Karrierestatistik
(Legende zur Spielerstatistik: Sp oder GP = absolvierte Spiele; T oder G = erzielte Tore; V oder A = erzielte Assists; Pkt oder Pts = erzielte Scorerpunkte; SM oder PIM = erhaltene Strafminuten; +/− = Plus/Minus-Bilanz; PP = erzielte Überzahltore; SH = erzielte Unterzahltore; GW = erzielte Siegtore; 1 Play-downs/Relegation; Kursiv: Statistik nicht vollständig)